# Macrocarpamina
Macrocarpamina es un alcaloide de Alstonia  con actividad antiplasmodial.